# Nokia 3109
Il Nokia 3109 è un telefono cellulare prodotto dall'azienda finlandese Nokia e messo in commercio nel 2007.

## Caratteristiche
- Dimensioni: 108 x 45 x 15 mm
- Massa: 89 g
- Risoluzione display: 128 x 160 pixel a 262 144 colori
- Memoria: 8 MB espandibile con MicroSD
- Durata batteria in standby: 380 h (15 giorni)
- Durata batteria in conversazione: 4 h
- Bluetooth e IrDa